# Casa di Beau
Casa di Beau is een Nederlands televisieprogramma waarin Beau van Erven Dorens twee gasten ontvangt en interviewt in het Castello di Cafaggio, een kasteel in Impruneta in de Italiaanse regio Toscane. De twee gasten logeren een aantal dagen in het kasteel, waar gastheer Van Erven Dorens ze meeneemt op pad en de kandidaten ook onderling een band opbouwen. Gedurende de dagen worden verschillende onderwerpen aangesneden en bezoeken ze onder andere schilderachtige dorpjes.
Het programma is de opvolger van de programma's Lago di Beau en Isola di Beau uit 2022. Op 7 januari 2024 werd er een eenmalige wintereditie van Casa di Beau uitgezonden, die was opgenomen in Madonna di Campiglio in de Dolomieten.

## Seizoensoverzicht
| Seizoen            | Uitzendtijden               | Aantal afleveringen | Start seizoen     | Start seizoen | Einde seizoen   | Einde seizoen | Gemiddelde kijkcijfers |
| Seizoen            | Uitzendtijden               | Aantal afleveringen | Datum             | Kijkcijfers   | Datum           | Kijkcijfers   | Gemiddelde kijkcijfers |
| ------------------ | --------------------------- | ------------------- | ----------------- | ------------- | --------------- | ------------- | ---------------------- |
| 1                  | Donderdag 20:30 – 22:00 uur | 7                   | 31 augustus 2023  | 1.121.000     | 12 oktober 2023 | 936.000       | 964.714                |
| Winterspecial 2024 | Zondag 21:30 – 23:00 uur    | 1                   | 7 januari 2024    | 1.207.000     | n.v.t.          | n.v.t.        | 1.207.000              |
| 2                  | Woensdag 20:30 – 22:00 uur  | 4                   | 18 september 2024 | 855.000       | 9 oktober 2024  | 711.000       | 788.250                |
| Winterspecial 2025 | Donderdag 20:30 – 22:00 uur | 1                   | 2 januari 2025    | 1.105.000     | n.v.t.          | n.v.t.        | 1.105.000              |

## Afleveringen

### Reguliere seizoenen

#### Seizoen 1
| Nr. | Uitzenddatum      | Gast 1          | Gast 2            | Kijkcijfers |
| --- | ----------------- | --------------- | ----------------- | ----------- |
| 1   | 31 augustus 2023  | Ellen ten Damme | Kees van der Spek | 1.121.000   |
| 2   | 7 september 2023  | Sylvia Geersen  | Typhoon           | 733.000     |
| 3   | 14 september 2023 | Holly Mae Brood | Sinan Can         | 989.000     |
| 4   | 21 september 2023 | Thomas Dekker   | Saskia Noort      | 898.000     |
| 5   | 28 september 2023 | Davina Michelle | Edwin Evers       | 1.039.000   |
| 6   | 5 oktober 2023    | André Hazes jr  | Linda Hakeboom    | 1.037.000   |
| 7   | 12 oktober 2023   | Angela Schijf   | Jaap Reesema      | 936.000     |

#### Seizoen 2
| Nr. | Uitzenddatum      | Gast 1            | Gast 2           | Kijkcijfers |
| --- | ----------------- | ----------------- | ---------------- | ----------- |
| 1   | 18 september 2024 | Simon Keizer      | Caroline Tensen  | 855.000     |
| 2   | 25 september 2024 | Armin van Buuren  | Quinty Misiedjan | 836.000     |
| 3   | 2 oktober 2024    | Renze Klamer      | Fajah Lourens    | 751.000     |
| 4   | 9 oktober 2024    | Henk Schiffmacher | Gunay Uslu       | 711.000     |

### Specials

#### Winterspecials
| Editie | Uitzenddatum   | Gast 1     | Gast 2        | Gast 3         | Kijkcijfers |
| ------ | -------------- | ---------- | ------------- | -------------- | ----------- |
| 2024   | 7 januari 2024 | Gordon     | Ruben Nicolai | Maurice Steijn | 1.207.000   |
| 2025   | 2 januari 2025 | Jim Bakkum | Rob Jetten    | Roos Moggré    | n.n.b.      |